# McCracken
McCracken er en tidligere mine og spøgelsesby, der ligger i Mohave County i delstaten Arizona i USA .
"Chloride Jack" Owens og en gruppe af guldsøgere begav sig mod bjergene nord for Bill Williams Mountains i 1874 og fandt fritliggende sølv på toppen af McCracken Hill. Kort derefter blev der rejst en kværnmølle. En gruppe senatorer købte en kværnmølle fra den tætliggende by Greenwood City til en fordelagtig pris og satte den i gang, og kværnmøllen nåede at producere sølv for 1.500.000 dollars. I vinteren 1877-78 rejste McCracken Consolidated Mining Company en anden kværnmølle ved den nye Virginia City, men minerne blev snart udtømte og i 1879 blev stedet forladt. Da byen var i sin blomstringsperiode, havde den en befolkning på 100 indbyggere.